# Anthony Montgomery

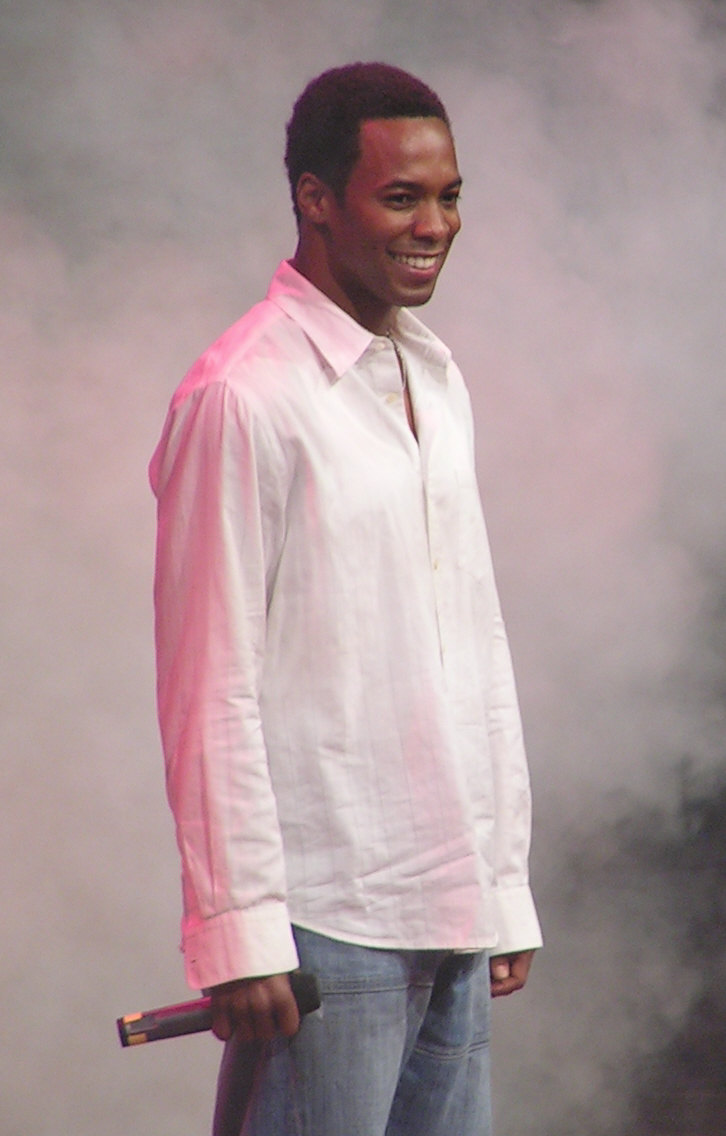
Anthony Montgomery auf der FedCon XVI in Bonn, 2007

Anthony Montgomery (* 2. Juni 1971 in Indianapolis, Indiana) ist US-amerikanischer Schauspieler, bekannt für seine Rolle als Travis Mayweather in der Star-Trek-Serie Enterprise.

## Leben
Anthony Montgomery ist ein Enkel des legendären Jazz-Gitarristen Wes Montgomery. Er wuchs in Indianapolis auf und studierte dort an der Indiana University, Purdue University und später an der Ball State University, wo er seinen Bachelor of Science in „Performance Theatre“ und „Drama“ machte.
Neben verschiedenen Auftritten als Stand-up-Comedian arbeitete Montgomery auch am Set des Filmes Hard Rain mit, wo er sowohl als Statist auftrat, als auch die Aufgabe des Produktions-Assistenten übernahm.
Nachdem er endgültig nach Los Angeles umzog, hatte er Auftritte in Fernsehserien wie Charmed – Zauberhafte Hexen, Frasier und JAG – Im Auftrag der Ehre und eine wiederkehrende Rolle in der Serie Popular. Er spielte auch in dem Horrorfilm Leprechaun in the Hood mit und führte in der Tonight Show Sketche auf.
Bevor Montgomery die Rolle als Ensign Travis Mayweather in Enterprise bekam, versuchte er zweimal bei Star Trek: Raumschiff Voyager einzusteigen, das erste Mal als Mitglied der Voyager-Crew, das zweite Mal als Tuvoks Sohn für die Voyager-Folge Verdrängung. Auch wenn er keine dieser Rollen bekam, machte er einen guten Eindruck, sodass man ihn später für die Rolle des Travis Mayweather nahm.
Im April 2007 unterschrieb Montgomery einen Plattenvertrag bei der AGR Television Records. Sein (Hip-Hop) Debüt-Album A.T. erschien im Oktober 2008.
Zu seinen Hobbys gehören Tauchen, Schwimmen, Tanzen und Kampfsport.

## Filmografie (Auswahl)
- 1998: Hard Rain
- 1999: JAG – Im Auftrag der Ehre (JAG, Folge 4x12)
- 1999: Stargate – Kommando SG-1 (Stargate SG-1, Folge 3x10)
- 2000: Leprechaun In the Hood
- 2000: Frasier (2 Folgen)
- 2000–2001: Popular (11 Folgen)
- 2001: Charmed – Zauberhafte Hexen (Folge 3x01)
- 2001–2005: Star Trek: Enterprise (98 Folgen)
- 2007: I'm Through with White Girls
- 2008: Navy CIS (NCIS, Folge 6x07)
- 2009: Dr. House (House, M.D., Folge 5x12)
- 2011–2012: Single Ladies (8 Folgen)
- 2011–2023: General Hospital (130 Folgen)
- 2013: Grey’s Anatomy (Folge 9x21)
- 2018: Greenleaf (3 Folgen)
- 2019: Carole's Christmas (Fernsehfilm)
- 2019: Magnum P.I. (Folge 2x11)
- 2020: Unbelievable!!!!!
- 2020–2024: The Family Business (23 Folgen)
- 2022: B Positive (Folge 2x11)
- 2023: Maya – Jeder Mensch hat EINEN Preis (Maya)
- 2025: Spilled Paint (4 Folgen)